# Escudo de Guriezo
El escudo de Guriezo es uno de los símbolos del municipio español de Guriezo en Cantabria, junto a su bandera. Dicho escudo queda organizado de la manera siguiente: campo sencillo con bordura: en campo de azur, cruz floreteada de oro; bordura de gules con ocho aspas del mismo metal. El escudo se timbra con la corona real española. El escudo es empleado de facto por el Ayuntamiento.